# Murlidhar Chandrakant Bhandare
Murlidhar Chandrakant Bhandare (en marathi : मुरलीधर चंद्रकांत भंडारे ; né le 10 décembre 1928 à Mumbai (présidence de Bombay, Inde britannique) et mort le 15 juin 2024) est un homme politique indien membre du Congrès national indien, membre de la Rajya Sabha (1980-1982, 1982-1988 et 1988-1994).